# Красный Уголок (Липецкая область)
Кра́сный Уголо́к — поселок Липовского сельского поселения Воловского района Липецкой области. Относится к Липовскому сельсовету. Стоит на реке Большовке.
Возник в 1920-х годах как выселки из села Липовец. В 1926 году здесь уже проживали 227 человек .
Название, вероятно, связано с красивым местом для поселения.

## Население
| 1926 | 2010 | 2012 |
| ---- | ---- | ---- |
| 227  | ↘62  | ↗67  |